# Jorge Bucay
Jorge Bucay est un psychiatre, psychothérapeute et écrivain argentin. Né à Buenos Aires le 30 octobre 1949, dans une famille modeste du quartier de Floresta, il obtient son doctorat en médecine en 1973 et se spécialise dans la maladie mentale.
Il partage aujourd'hui son temps entre les conférences de méthodes de thérapie qu’il donne dans le monde entier et l’écriture de ses livres qu’il qualifie d’« outils thérapeutiques ». Ses ouvrages devenus des bestsellers au Mexique, au Venezuela et en Espagne, ont été traduits en 17 langues. Trois sont disponibles en français : Je suis né aujourd’hui au lever du jour et Laisse-moi te raconter… les chemins de la vie et "Lettres à Claudia" (publiés chez Pocket éditions).

## Ouvrages
- Cartas para Claudia (Editorial del Nuevo Extremo, Argentine)
- Recuentos para Demian (Editorial del Nuevo Extremo, Argentine) – traduit en français sous le titre Laisse-moi te raconter… les chemins de la vie
- Cuentos para Pensar (Editorial del Nuevo Extremo, Argentine) – traduit en français sous le titre Je suis né aujourd'hui au lever du jour
- De la Autoestima al Egoismo (Editorial del Nuevo Extremo, Argentine)
- Amarse con los Ojos Abiertos (Editorial del Nuevo Extremo, Argentine)
- El Cochero (Editorial del Nuevo Extremo, Argentine)
- El Juego de los Cuentos (Editorial del Nuevo Extremo, Argentine)
- Conta Conmigo (Editorial del Nuevo Extremo, Argentine)
- El Camino de la Autodependencia (RBA, Espagne)
- El Camino del Encuentro (RBA, Espagne)
- El Camino de las Lágrimas (RBA, Espagne)
- El Camino de la Felicidad (RBA, Espagne)
- Déjame que te cuente